# 天主教马斯巴特教区
天主教馬斯巴特教區 （拉丁語：Dioecesis Masbatensis）是菲律賓一個羅馬天主教教區，屬天主教卡塞雷斯总教区。轄區包括馬斯巴特省。
2004年有教友631,973人、28個堂區、53名司鐸。現任教區主教為若瑟‧班托洛，主教座堂為聖安多尼座堂。
1968年3月23日升為教區。